# 생일도
생일도(生日島)는 대한민국 남해안에 흩어진 군도에 속해 있는 섬으로, 전라남도 완도군 생일면에 속하는 유인도(有人島)로 완도(莞島)에서 동쪽으로 21.6Km 지점에 있다. 총면적은 약 13.8Km², 해안선 길이는 28Km이다. 한국관광공사에서 '2017년 휴가철 찾아가고 싶은 33섬'의 쉴섬으로 선정되었다.

## 연혁
생일도(生日島)는 조선시대에는 장흥부에 속했다가 1896년 완도군이 세워지면서 생일면이 되었다. 1914년 행정구역이 개편되면서 금일면으로 편입되었고, 1989년 4월에 생일면으로 승격되어 현재에 이르고 있다.

## 자연 생태계 환경

### 자연환경 및 기후
생일도는 섬 중앙의 백운산(白雲山)을 중심으로 산지를 이루고 있어 해안가에 취락이 분포한다. 백운산에서 발원한 계류천들이 동북쪽과 서쪽, 남쪽 해안으로 유입하면서 해안가에 각각 소규모의 평지와 완경사지를 형성하였다. 서쪽의 금곡리에는 사빈해안이 발달되어 해수욕장으로 이용된다. 대한민국 최남단에 위치한 완도지역의 연평균 기온은 14.0°C이며, 1월의 평균기곤은 3.1°C, 8월의 평균기온은 24.3°C이다. 연평균 강수량은 1,489.9mm로서 우리나라 다우지역 중 하나이며, 6월~9월 사이의 총 강수량은 967.2mm(연강수량의 65%를 차지)이다.

### 주요 해양생물
총 28종의 해안무척추동물이 출현하고 있다. 자포동물에서 검정꽃해변말미잘 등 2종과 연체동물에서 군부, 진주배말 등 17종, 절지동물에서 거북손, 조무래기따개비, 검은큰따개비 등 9종이 서식하고 있다.

### 주요 육상동물
생일도에 서식하고 있는 동물로 곤충은 잠자리목, 바퀴목, 사마귀목, 집게벌레목, 메뚜기목, 대벌레목, 노린재목, 매미목, 딱정벌레목, 벌목, 파리목, 나비목 등 12목 164종이 분포하는 것으로 알려져 있다. 조류는 61종이 서식한다. 법정보호종은 멸종위기Ⅱ급인 물수리와 천연기념물 황조롱이(323호) 총 2종이 있다. 파충류는 도마뱀, 줄장지뱀, 무자치, 누룩뱀, 구렁이, 유혈목이, 능구렁이, 쇠살모사, 살모사 등 9종이 분포하고 있고, 구렁이는 멸종위기Ⅱ급이다. 양서류는 도룡뇽, 두꺼비, 청개구리, 참개구리, 옴개구리 등 5종이 분포하고 있다. 포유류는 고라니, 너구리, 두더지, 멧돼지, 삵, 수달 등 야생동물과 개, 고양이, 염소 등 9종으로 인간 생활과 밀접한 동물이 서식한다. 법정보호종으로 멸종위기Ⅰ급인 수달과 멸종위기Ⅱ급인 삵이 있다.

### 주요 식물·식생
생일도에 출현하는 관속식물은 107과 331속 447종 57변종 1아종 4품종 총 509분류군이 보고되었다. 이 지역의 특징은 곰솔, 졸참나무, 굴참나무, 말오줌때나무, 자귀나무, 순비기나무, 층꽃나무, 병꽃나무, 등골나무, 사철쑥, 방동사니, 산달래, 무릇 등이 분포하였으며, 사스레피나무도 분포역이 매우 넓은 것으로 나타났다. 생일도의 주요 식생은 곰솔군락으로 관목층은 주로 졸참나무, 진달래가 출현하고 있고, 산철쭉, 사스레피나무, 작살나무, 자금우, 마삭줄, 자귀나무, 청미레덩굴 등도 기록되었다. 민가와 휴경지에 칡군락, 고사리군락, 개망초군락, 망초군락, 환삼덩굴, 억새, 수크령군락 등이 출현하였다.

### 기타 생태자원
유서리 425번지에 수령 약 550년 수고 20m의 느티나무, 유서리 215번지에 수령 약 400년 수고 18m 팽나무, 유서리 847번지에 수령 약 200년 수고 18m 팽나무가 보호수로 지정되어 있다. 1998년에 금곡리 273번지에 수령 약 150년 수고 10m 곰솔 2그루가 보호수로 지정되었고, 2013년 유서리 442번지에 수량 약 200년 수고 150m의 곰솔나무가 보호수로 지정되었다.

## 문화유산

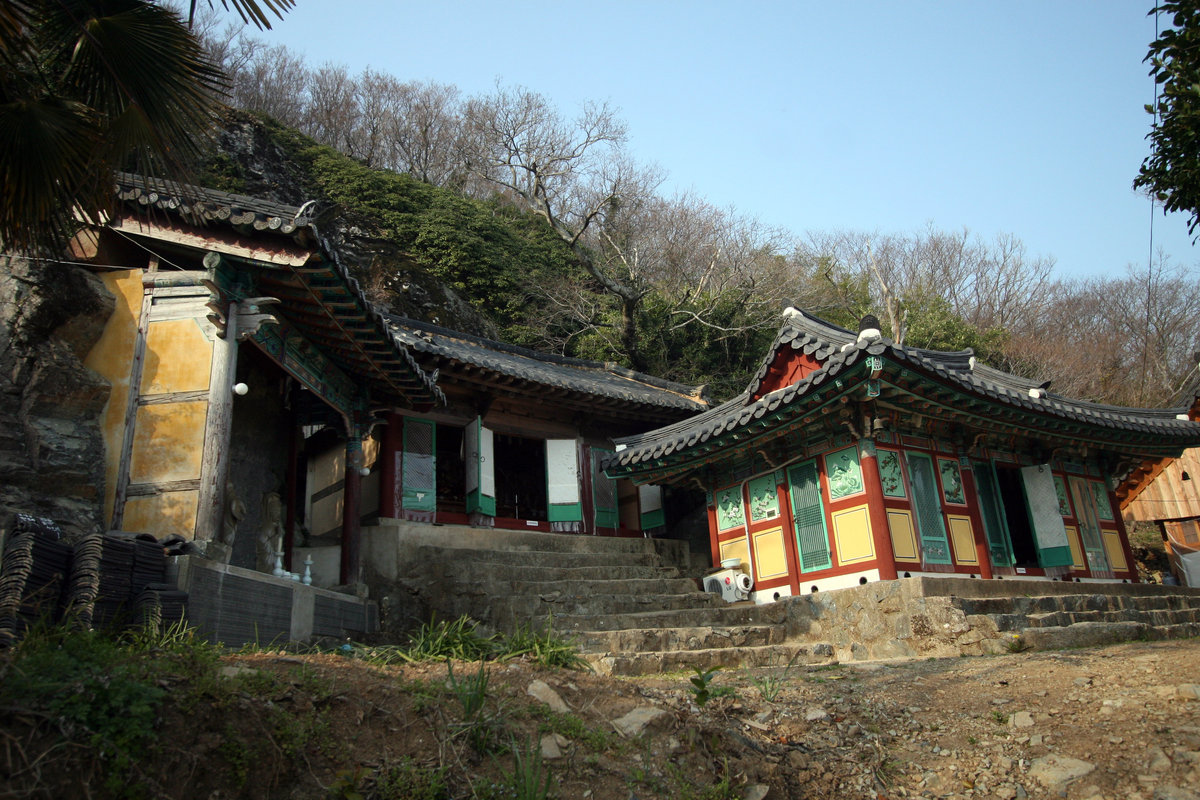
학서암

생일도에는 이 섬의 유일한 문화재인 학서암이 있다. 학서암은 1719년(숙종 45) 천관사(天冠寺)의 승려 화식(和湜)이 창건한 것으로 생일도뿐만 아니라 평일도 주민들도 모두 이용하는 사잘로 주민들은 '뒷절'이라고도 부른다. 학서암과 관련된 자료로는 학서암사중수기와 백운산학서암실적 경고문이 있는데, 모두 장성의 백양사에 보관되어 있다.

## 생일도 8경

### 생일송
수령 200여년의 생일송은 서성항 뒷동산에 한 폭의 그림과 같이 우뚝 솟아 보는이로 하여금 감탄을 자아내게 한다.

### 백운산(白雲山)
해발 483m 높이의 백운산은 3개의 봉우리들이 1.5km의 거리를 두고 겹쳐져 있는데 맨 뒤에 잇는 산은 앞에 위치한 산이 가리고 있음에도 불구하고 능선의 윤곽이 뚜렷히 보여 마치 투명산인듯 신기한 느낌을 준다.

### 학서암(鶴棲庵)
지은지 300여 년이 된 이 암자는 '학이 머물 정도로 아름다운 곳'이라는 이름처럼 주변 경관과 어우러져 절경을 이룬다.

### 노을공원
해질 무렵의 낙조가 일품이다.

### 금곡 해수욕장

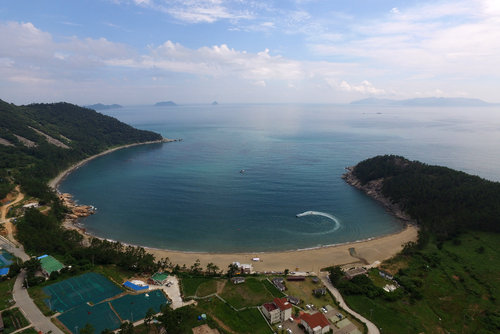
금곡해수욕장

금곡해수욕장은 최근까지 전혀 알려지지 않았던 처녀욕장으로 금빛 백사장을 거닐면 마치 스펀지 위를 걷는 느낌이 들 정도로 고운 모래 해변이 펼쳐져 있다. 해수욕장 주변에는 해송과 동백숲이 어우러져 대도시에 보다 50배 많은 산소음이온 덕분에 힐링하기 좋은 곳으로 손꼽힌다.

### 생일섬길
울창하고 늘 푸르른 동백나무 숲과 너덜겅(돌숲)을 끼고 걸을 수 있는 7km의 섬 둘레 길이다.

### 구실잣밤나무숲
9만m²의 구실잣밤나무숲은 나무중에서도 탄소흡수율이 가장 좋아 상쾌한 기분을 느낄 수 있는 곳으로 완도군에서는 생일도에서 '멍 때리기 좋은 곳'으로 선정했다.

### 용출리 갯돌해수욕장
생일도 남쪽에 위치한 갯돌해안으로 바닷물이 깨끗하고 수변 풍경이 아름답다. 검은돌과 원석이 단계별 갯돌로 이루어져 파도에 씻기는 소리가 맑고 경쾌하게 들린다.

### 덕우도
생일도의 부속도서로 기암괴석으로 형성된 해안이 절경을 이루고 있다.

## 교통
생일도로 가는 배편은 약산 당목항에서 25분 소요되는 여객선이 하루에 7회 왕복 운항하고 있고, 완도항에서는 2회 왕복 운항하고 있다.

## 참고 자료
- 전라남도, 전남의 섬[깨진 링크(과거 내용 찾기)]
- 2012 전국 무인도서 자연환경조사 (국립환경과학원, 2012)
- 공공데이터포털[깨진 링크(과거 내용 찾기)]
- 산림청